# Nils-Hanstjärnen, Medelpad
Nils-Hanstjärnen är en sjö i Sundsvalls kommun i Medelpad och ingår i Indalsälvens huvudavrinningsområde.